# CheyTac M200 Intervention
Le Cheytac M-200 Intervention est un fusil de précision longue portée. C'est un fusil à répétition manuelle américain.

## Caractéristiques
Il est chambré en .408 Chey Tac ou en .375 Chey Tac. Il utilise un chargeur amovible de 7 cartouches. Ce fusil offre une performance de tir supérieure aux fusils de précision de calibre .50 BMG (12,7 mm) que l'on retrouve sur le marché de l'armement.
Ce fusil peut être doté d'un ordinateur qui réalise les réglages de tir du tireur lors des longues distances, celui-ci prend en compte plusieurs paramètres comme le vent, le poids de la balle, la distance, la pression atmosphérique, etc. Cet outil peut s'avérer très utile si le tireur n'est pas épaulé par un observateur.

## Performances
Le 29 octobre 2016, Benjamin Gineste, adjudant au 4ème régiment de chasseurs et tireur sportif dans la catégorie ELR (Extreme Long Range) a décroché un record de distance de tir en touchant une cible fixe à 4 150 mètres de distance,. A noter qu'il s'agit là d'une performance sportive et non d'un tir réalisé dans des conditions opérationnelles, la limite longue de ces derniers avoisinant les 1 600 m en raison des conditions du moment et du contexte tactique.
Ce fusil détient aussi le record du meilleur tir groupé à distance, en ayant tiré trois cartouches dans un espace de 42 centimètres, le tout à une distance de 2 122 mètres.

## Culture populaire

### Cinéma et télévision
- Shooter, tireur d'élite (Shooter) (film)
- Le Fruit de la Grisaia (série télévisée d'animation), ce fusil apparait dans les mains de Yûuji Kazami lors du début de l'OAV lors d'une mission de sauvetage d'un otage.

- New York, section criminelle (série policière, épisode : Le duel)

### Jeu vidéo
- ARMA III (sous le nom de M320 LRR)
- World of Guns (sous le nom de SRR-61)
- Combat Mission: Black Sea (sous le nom de CheyTac M200)
- Combat Arms (sous le nom de M-200 et M-200 Ghillie dans sa version camouflée)
- Homefront (sous le nom de M200)
- Phantom Forces (Roblox) (sous le nom de Intervention)
- Special Force (en)
- Ghost Warrior
- Sniper: Ghost Warrior 2
- Tom Clancy's Ghost Recon Phantoms (sous le nom de M-200)
- Warface (sous le nom de CheyTac M200)
- Bullet Force (était sous le nom de SRR-61 puis est devenu M200 mais est redevenu SRR-61 depuis le patch 1.0.5054b)
- Zula Europe (sous le nom de Cheytac M.200)
- Call of Duty : Modern Warfare 2 (sous le nom de Intervention)
- Battlefield 4 (sous le nom de SRR-61)
- SOCOM: Special Forces (sous le nom de M200)
- Ring of Elysium
- Call of Duty : Infinite Warfare (sous le nom de TF-141 (apparence du fusil reprise pour le fusil de précision Widowmaker))
- Call of Duty: Modern Warfare II (sous le nom FJX Imperium)
- Girls' Frontline (sous le nom de Cheytac M200)

## Note et référence
1. ↑  « Le record de tir longue distance pulvérisé par un militaire français », sur Zone Militaire (consulté le 19 janvier 2017).
2. ↑  « Gap : record de tir longue distance par un militaire du 4e RCh (4150 m)! », sur dici.fr (consulté le 6 octobre 2015).
3. ↑  « 408 Cheytac Hunter », sur Hunters Of England (consulté le 4 décembre 2015).